# اسکار میلارد
اسکار میلارد (انگلیسی: Oscar Millard; ۱ مارس ۱۹۰۸ – ۷ دسامبر ۱۹۹۰) فیلم‌نامه‌نویس و نویسنده اهل انگلستان بود.
وی در بیست و چهارمین دوره جوایز اسکار نامزد جایزه اسکار بهترین داستان برای فیلم غواص شده بود.

## فیلم‌شناسی
- به اصطبل بیا
- فاتح
- ترانه بی‌پایان
- غواص